# بخش آستین، شهرستان مکن، ایلینوی
بخش آستین (به انگلیسی: Austin Township) یک منطقهٔ مسکونی در ایالات متحده آمریکا است که در شهرستان مکن، ایلینوی واقع شده‌است.